# Hunter Hayes

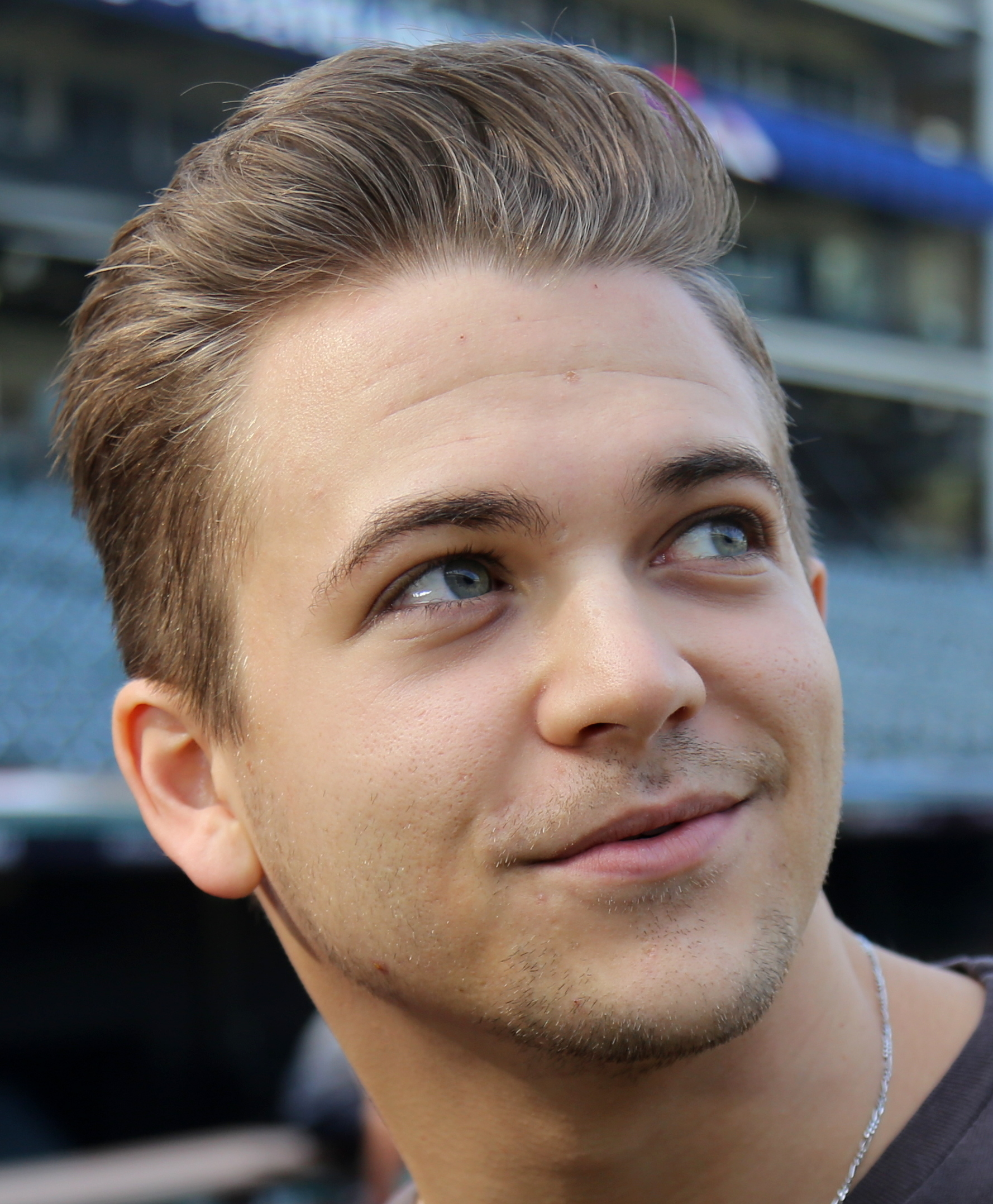
Hunter Hayes (2016)

Hunter Hayes (* 9. September 1991 in Breaux Bridge, Louisiana) ist ein US-amerikanischer Country- und Popsänger sowie Multiinstrumentalist.

## Biografie
Bereits mit fünf Jahren stand Hunter Hayes erstmals auf der Bühne, mit neun Jahren nahm er sein erstes Album auf, das vom Label Louisiana Red Hot veröffentlicht wurde. Hayes gehört zu den französischstämmigen Cajuns, die im Süden Louisianas leben und ihre eigenen musikalischen Traditionen bewahrt haben. In seiner Jugendzeit nahm er noch mehrere Alben auf, lernte verschiedene Instrumente wie Akustikgitarre, Bassgitarre, Schlagzeug, E-Gitarre, Banjo, Mandoline und Piano und erreichte einige Bekanntheit in seiner Heimatgegend.
Mit 18 Jahren ging Hayes nach Nashville, um sich als Countrymusiker zu versuchen. Nach einem Achtungserfolg, als Rascal Flatts einen Song von ihm für ihr Album aufnahmen, erhielt er einen Plattenvertrag bei Atlantic Records und arbeitete mit dem Produzenten Dann Huff an seinem Debütalbum, das mit seinem eigenen Namen als Titel erschien. Ende 2011 stieg es auf Platz 18 der US-Albumcharts ein, fiel jedoch schnell wieder aus den Charts. Auch die erste Liedveröffentlichung Storm Warning änderte trotz Platzierung in den Billboard Hot 100 nichts daran. Erst die zweite Single Wanted brachte den Durchbruch: Sie wurde ein Nummer-eins-Hit in den Countrycharts. Daraufhin stieg auch das Album wieder unter die Top 40 der Albumcharts.
Hunter Hayes wurde in zwei Country-Kategorien sowie als bester Newcomer für die Grammy Awards 2013 nominiert.
In der Nickelodeon-Serie Bella and the Bulldogs hatte der Musiker 2016 in Folge 33 einen Gastauftritt.
Das Album Wild Blue, welches Hunter 2019 bei Warner Music veröffentlichte, enthielt starke Pop- und Rockeinflüsse und wurde vom Plattenlabel als „Global Pop“ vermarktet.
Hayes nahm an der dritten Staffel des US-amerikanischen Ablegers von The Masked Singer teil, wo er am 29. April 2020 in der Folge „The Battle of the Sixies“ in der Rolle des Astronaut ausschied. Im Halbfinale der zehnten Staffel sang er vor dem letzten Kandidatenduell sein Lied Wanted.
Mit dem 2023 Album Red Sky wechselt Hunter komplett von der Country- zur Popmusik.

## Diskografie

### Alben
| Jahr | Titel              | Höchstplatzierung, Gesamtwochen, AuszeichnungChartplatzierungen (Jahr, Titel, Platzierungen, Wochen, Auszeichnungen, Anmerkungen) | Höchstplatzierung, Gesamtwochen, AuszeichnungChartplatzierungen (Jahr, Titel, Platzierungen, Wochen, Auszeichnungen, Anmerkungen) | Höchstplatzierung, Gesamtwochen, AuszeichnungChartplatzierungen (Jahr, Titel, Platzierungen, Wochen, Auszeichnungen, Anmerkungen) | Anmerkungen |
| Jahr | Titel              | UK | US | Country | Anmerkungen |
| ---- | ------------------ | --- | --- | --- | ----------- |
| 2011 | Hunter Hayes       | — | US7 ×2Doppelplatin · (121 Wo.)US                                                                                                  | Country1 (126 Wo.)Country |             |
| 2014 | Storyline          | — | US3 (19 Wo.)US | Country1 (37 Wo.)Country |             |
| 2015 | 21 Project         | — | US93 (1 Wo.)US | Country16 (6 Wo.)Country |             |
| 2019 | Wild Blue (Part I) | — | — | Country44 (1 Wo.)Country |             |

Weitere Alben
- 2000: Through My Eyes
- 2001: Make a Wish
- 2003: Holidays with Hunter
- 2006: Honoring Our French Heritage
- 2008: Songs About Nothing
- 2023: Red Sky

### Kompilationen
| Jahr | Titel        | Höchstplatzierung, Gesamtwochen, AuszeichnungChartplatzierungen (Jahr, Titel, Platzierungen, Wochen, Auszeichnungen, Anmerkungen) | Höchstplatzierung, Gesamtwochen, AuszeichnungChartplatzierungen (Jahr, Titel, Platzierungen, Wochen, Auszeichnungen, Anmerkungen) | Höchstplatzierung, Gesamtwochen, AuszeichnungChartplatzierungen (Jahr, Titel, Platzierungen, Wochen, Auszeichnungen, Anmerkungen) | Anmerkungen |
| Jahr | Titel        | UK | US | Country | Anmerkungen |
| ---- | ------------ | --- | --- | --- | ----------- |
| 2011 | I Want Crazy | UK85 (1 Wo.)UK | — | — |             |

### EPs
| Jahr | Titel             | Höchstplatzierung, Gesamtwochen, AuszeichnungChartplatzierungen (Jahr, Titel, Platzierungen, Wochen, Auszeichnungen, Anmerkungen) | Höchstplatzierung, Gesamtwochen, AuszeichnungChartplatzierungen (Jahr, Titel, Platzierungen, Wochen, Auszeichnungen, Anmerkungen) | Höchstplatzierung, Gesamtwochen, AuszeichnungChartplatzierungen (Jahr, Titel, Platzierungen, Wochen, Auszeichnungen, Anmerkungen) | Anmerkungen |
| Jahr | Titel             | UK | US | Country | Anmerkungen |
| ---- | ----------------- | --- | --- | --- | ----------- |
| 2012 | Hunter Hayes Live | — | — | Country30 (8 Wo.)Country |             |

Weitere EPs
- 2015: 21

### Singles
| Jahr | Titel Album                                           | Höchstplatzierung, Gesamtwochen, AuszeichnungChartplatzierungen (Jahr, Titel, Album, Platzierungen, Wochen, Auszeichnungen, Anmerkungen) | Höchstplatzierung, Gesamtwochen, AuszeichnungChartplatzierungen (Jahr, Titel, Album, Platzierungen, Wochen, Auszeichnungen, Anmerkungen) | Höchstplatzierung, Gesamtwochen, AuszeichnungChartplatzierungen (Jahr, Titel, Album, Platzierungen, Wochen, Auszeichnungen, Anmerkungen) | Anmerkungen      |
| Jahr | Titel Album                                           | UK | US | Country | Anmerkungen      |
| --- | ----------------------------------------------------- | --- | --- | --- | ---------------- |
| 2011 | Storm Warning Hunter Hayes                            | — | US78 Gold · (12 Wo.)US | Country14 (41 Wo.)Country |                  |
| 2012 | Wanted Hunter Hayes                                   | — | US16 ×5Fünffachplatin · (46 Wo.)US | Country1 (56 Wo.)Country |                  |
| 2012 | Somebody’s Heartbreak Hunter Hayes                    | — | US54 Platin · (20 Wo.)US | Country7 (26 Wo.)Country |                  |
| 2013 | I Want Crazy Hunter Hayes (Encore)                    | — | US19 ×2Doppelplatin · (20 Wo.)US | Country2 (29 Wo.)Country |                  |
| 2013 | Everybody’s Got Somebody but Me Hunter Hayes (Encore) | — | US77 Gold · (9 Wo.)US | Country18 (21 Wo.)Country | feat. Jason Mraz |
| 2014 | Invisible Storyline                                   | — | US44 Gold · (12 Wo.)US | Country4 (20 Wo.)Country |                  |
| 2014 | Tattoo Storyline                                      | — | — | Country31 (20 Wo.)Country |                  |
| 2014 | Wild Card Storyline                                   | — | — | Country40 (2 Wo.)Country | Promo-Single     |
| 2014 | Storyline                                             | — | — | Country37 (6 Wo.)Country | Promo-Single     |
| 2014 | You Think You Know Somebody Storyline                 | — | — | Country34 (2 Wo.)Country | Promo-Single     |
| 2015 | 21 The 21 Project                                     | — | — | Country26 (26 Wo.)Country |                  |
| 2016 | Yesterday’s Song –                                    | — | — | Country43 (3 Wo.)Country |                  |
| Folgende Lieder erschienen nicht als Single, wurden aber durch das Album zum Download und Streaming bereitgestellt und konnten somit eine Platzierung erlangen: |                                                       | | | |                  |
| |                                                       | | | |                  |
| 2013 | A Thing About You Hunter Hayes (Encore)               | — | — | Country49 (1 Wo.)Country |                  |

Weitere Singles
- 2015: Light Me Up
- 2017: More
- 2018: Dear God
- 2018: One Shot
- 2019: Heartbreak
- 2022: Missing You
- 2023: Sober